# Al-Marrakushi (cráter)

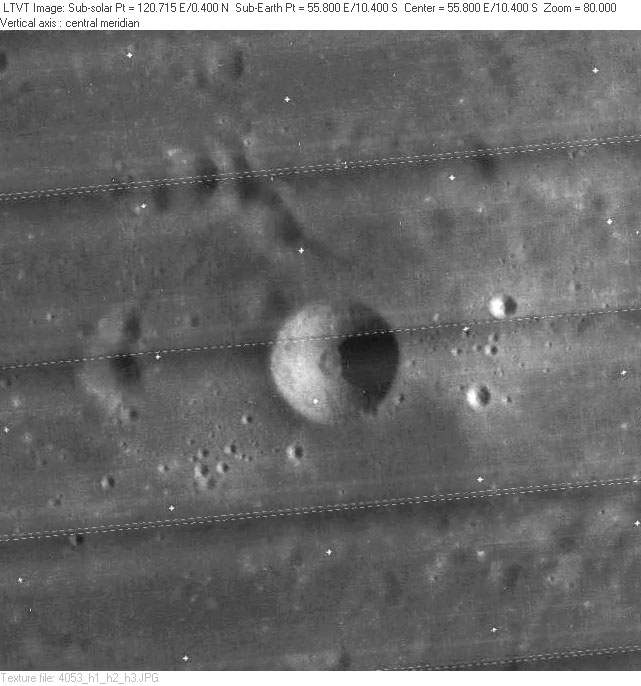
Fotografía de la misión Lunar Orbiter 4

Al-Marrakushi es un pequeño cráter de impacto lunar, que se encuentra relativamente aislado en el Mare Fœcunditatis oriental. Es una formación circular, simétrica, con las paredes interiores que se inclinan hasta prácticamente alcanzar el punto medio de su reducida plataforma interior. Al noreste se halla el prominente cráter Langrenus. La superficie del mar lunar cercana a Al-Marrakushi está marcada por el sistema de marcas radiales de su vecino más grande.

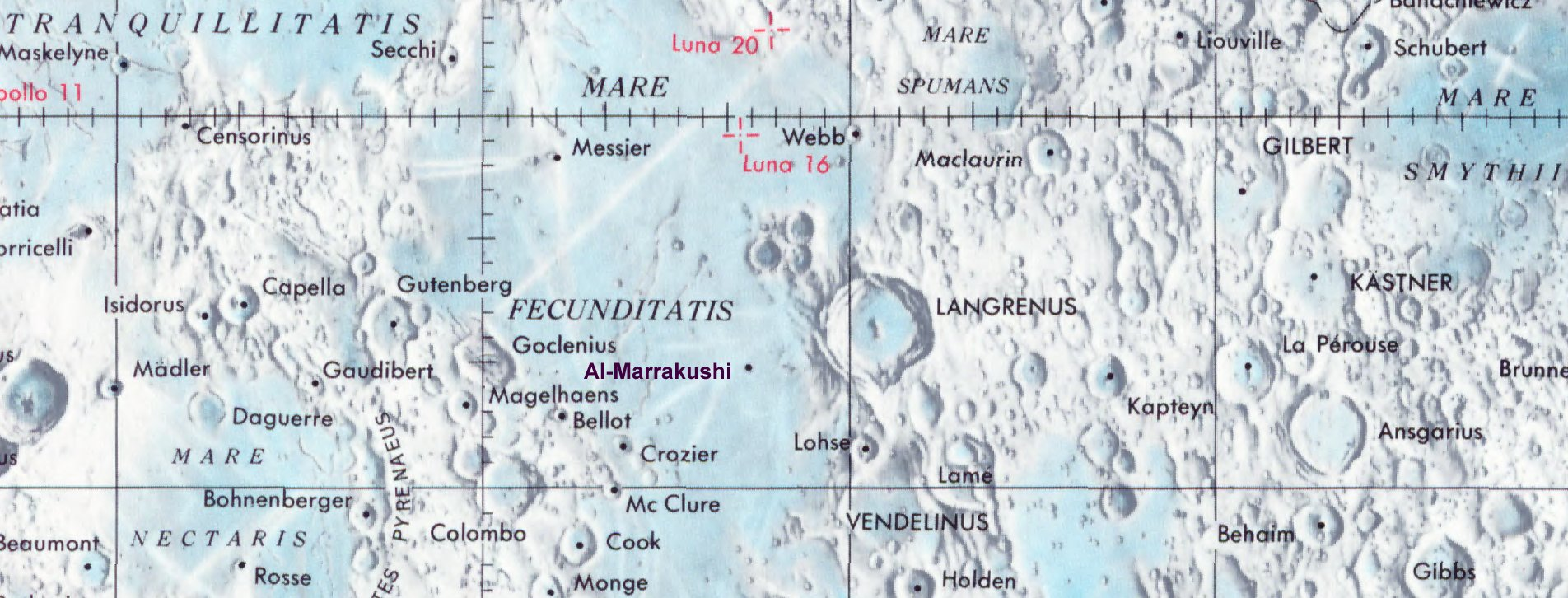
Localización de Al-Marrakushi (centro de la imagen)

Este cráter fue identificado como Langrenus D hasta que la UAI le dio su nombre actual en 1976. Fue nombrado en memoria de Al-Marrakushi ibn Al-Banna (c 1256 - c.1321).